# Алиева, Боюкханым Абдулла кызы
Боюкханым Абдулла кызы Алиева (азерб. Böyükxanım Abdulla qızı Əliyeva, 18 июня 1923, Амираджаны —22 октября 1997, Арчиван) — советский азербайджанский врач, Герой Социалистического Труда (1978).

## Биография
Родилась 18 июня 1923 года в селе Амираджаны Бакинского уезда Азербайджанской ССР (ныне пгт Амираджаны в черте города Баку).
Окончила Азербайджанский медицинский институт имени Наримана Нариманова.
Начала трудовую деятельность в 1944 году заведующей врачебным участком села Моталаятаг Астаринского района.
С 1946 года заведующая амбулаторией в селе Арчиван, с 1950 года главный врач Арчиванской сельской участковой больницы Астаринского района, работала главврачом до выхода на пенсию. Под руководством Алиевой Арчиванская сельская больница стала одним из передовых медицинских учреждений во всей республике. Попав в село Арчиван в первые послевоенные годы, Алиева столкнулась с массовой смертностью, связанной с недоеданием, бушующими эпидемиями инфекционных заболеваний, малярии и гельминтозов, при этом была единственным врачом на несколько сел, обслуживаемых амбулаторией. Проведя успешную работу по искоренению заболеваний, добилась улучшения санитарно-гигиенической обстановки в наблюдаемом участке. В 1957 году при больнице было открыто родильное отделение, к 1969 году — стоматологический кабинет и лаборатории, к 1969 году на месте медпункта, действовавшего в 1946 году, выросла больница на 25 коек; количество медицинского персонала увеличилось с 1 человека в 1946 году до 32 медицинских работников в 1979 году.
Указом Президиума Верховного Совета СССР от 23 октября 1978 года за большие заслуги в развитии народного здравоохранения, Алиевой Боюкханым Абдулла кызы присвоено звание Героя Социалистического Труда с вручением ордена Ленина и золотой медали «Серп и Молот».
Активно участвовала в общественно-политической жизни страны. Депутат Верховного Совета СССР 10-го созыва, избрана от Ленкоранского избирательного округа № 213 в Совет Национальностей, член Комиссии по жилищно-коммунальному хозяйству и бытовому обслуживанию населения Совета Национальностей. Член КПСС с 1947 года.
Скончалась 22 октября 1997 года в селе Арчиван Астаринского района.

## Награды
- Герой Социалистического Труда (1978)
- Орден Ленина (1978)
- Орден Трудового Красного Знамени (1961)
- Заслуженный врач Азербайджанской ССР (1960)
- Почётная грамота Верховного Совета Азербайджанской ССР